# St. Anton (Ingolstadt)

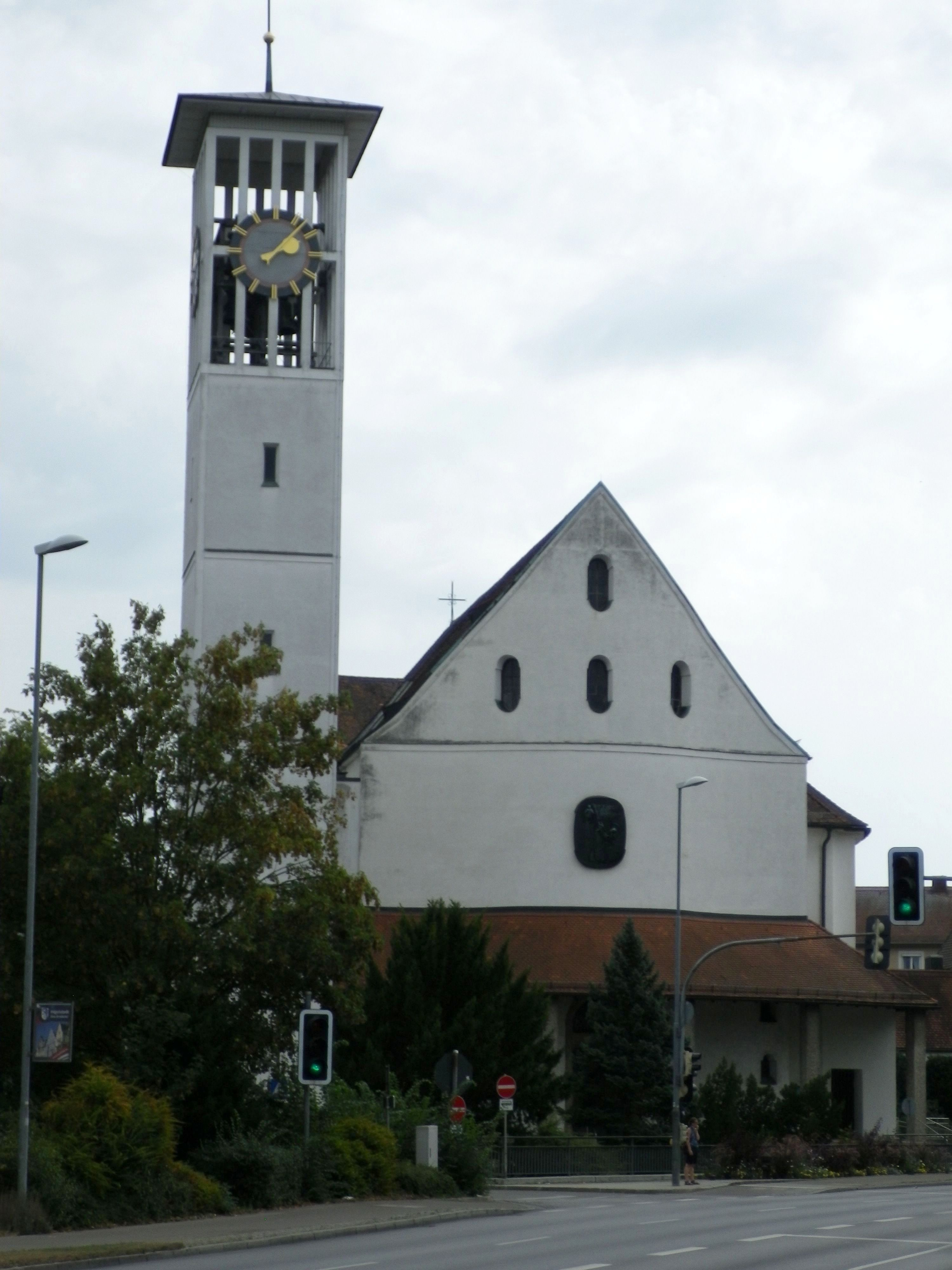
Die neue St.-Anton-Kirche

St. Anton ist eine römisch-katholische Pfarrkirche in der Nähe des Hauptbahnhofes Ingolstadt, die erstmals im Jahre 1917 fertiggestellt und 1945 von einer Fliegerbombe zerstört wurde. Die neue St.-Anton-Kirche steht seit 1947 an derselben Stelle wie die alte St.-Anton-Kirche.

## Geschichte

### Die alte St.-Anton-Kirche (1917–1945)

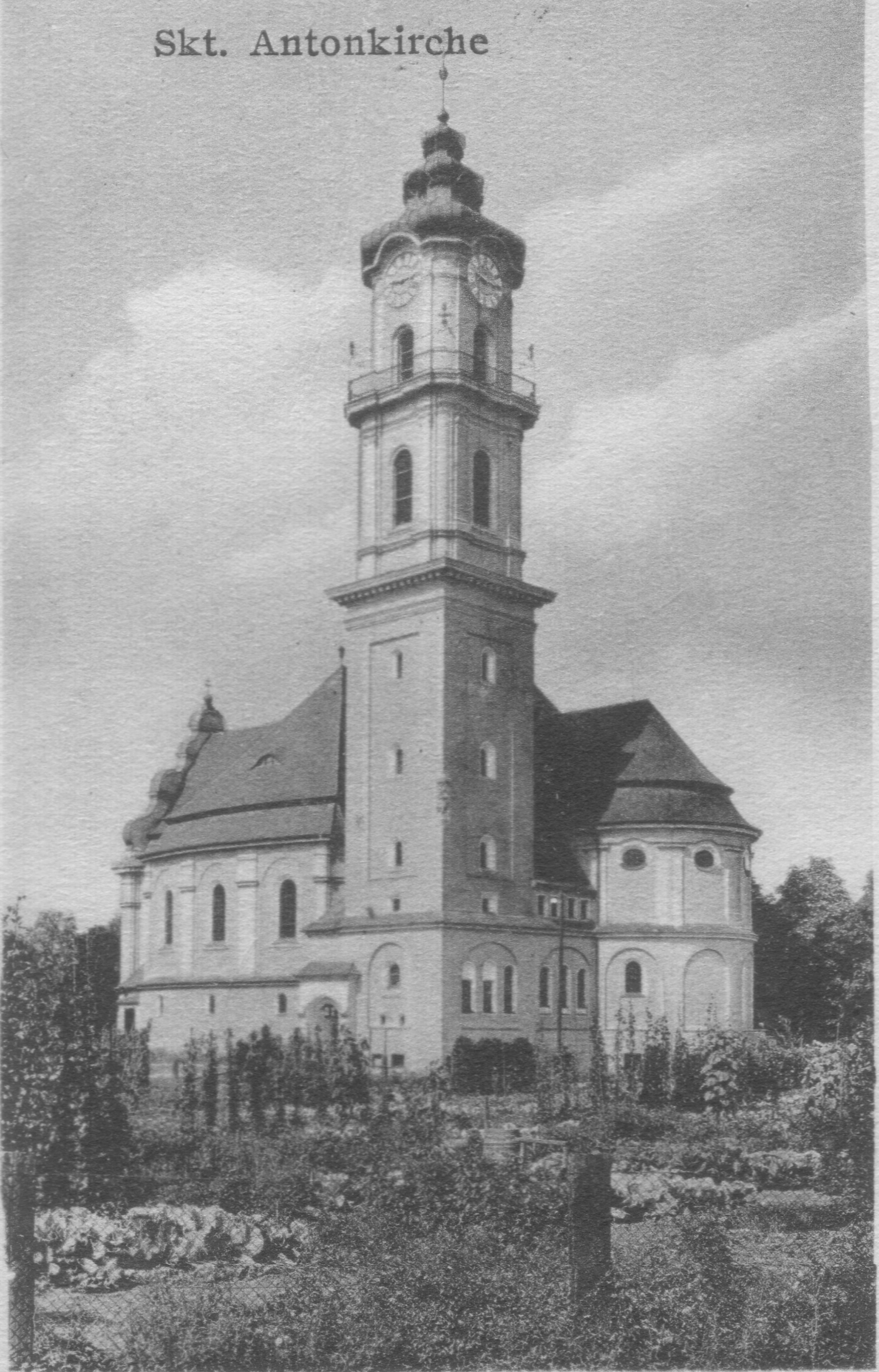
Die alte St.-Anton-Kirche 1926

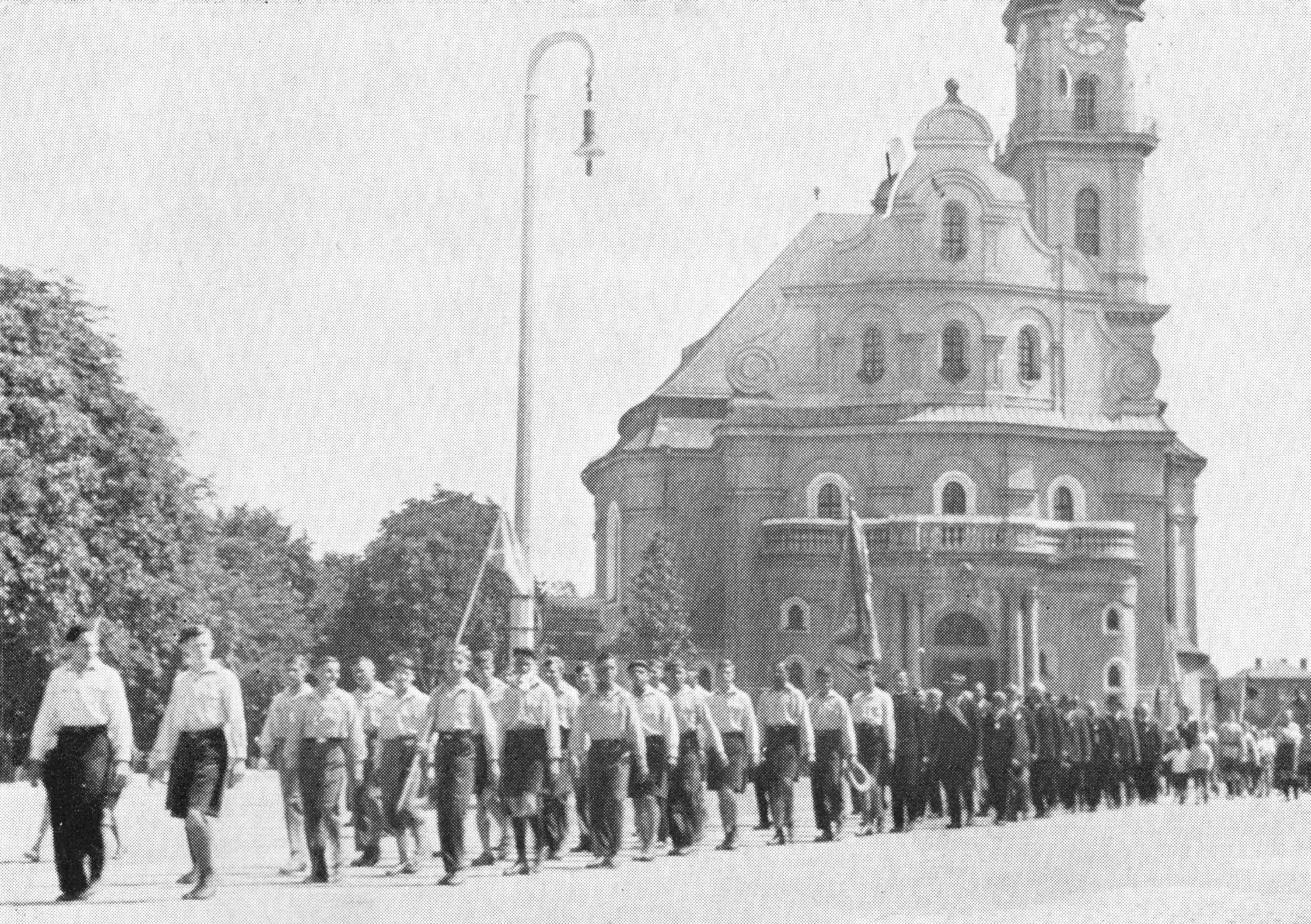
Festzug zur Einweihung des DJK-Sportplatzes von der St.-Anton-Kirche aus.

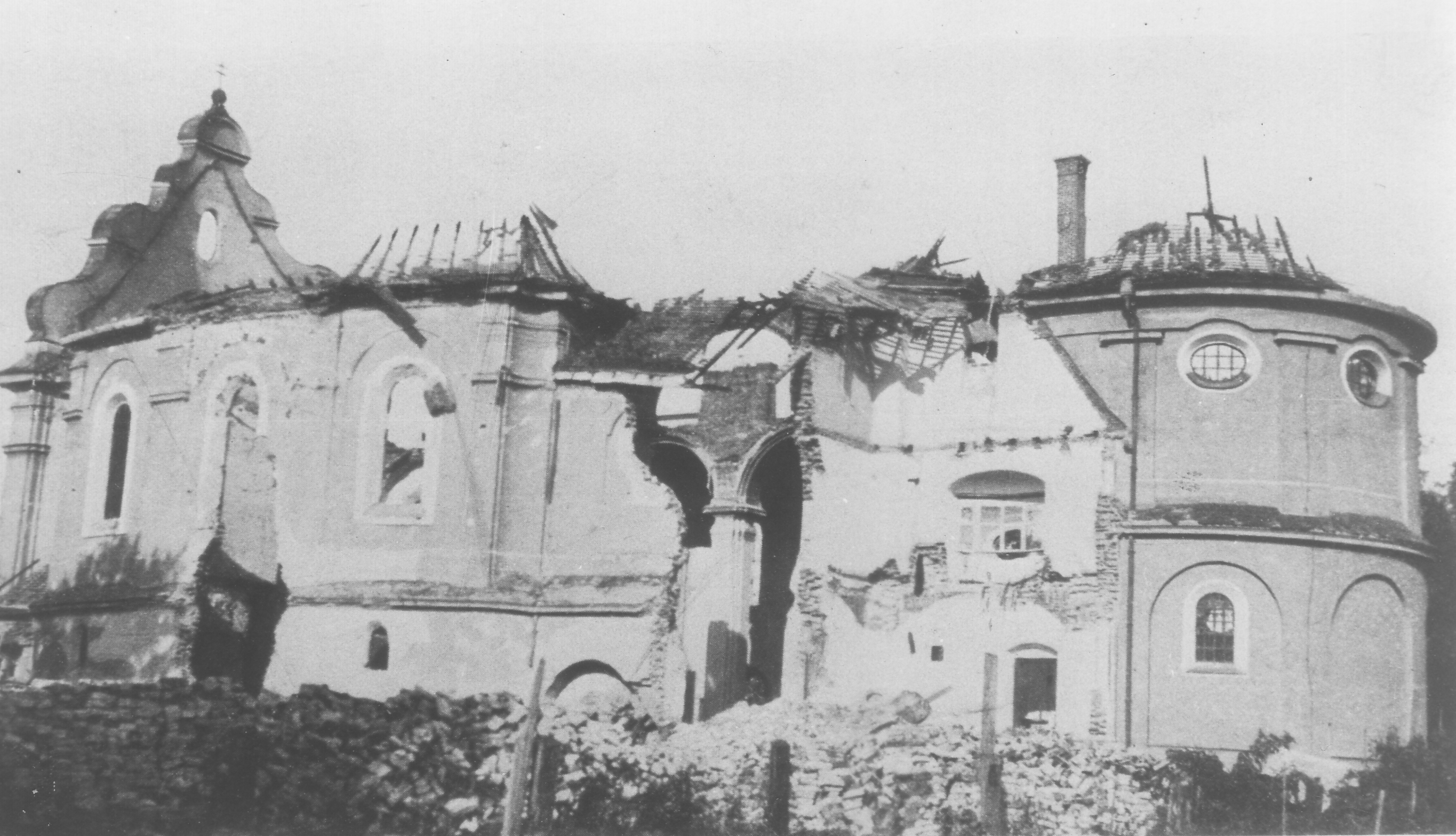
Die zerstörte (alte) St.-Anton-Kirche 1945

Für den Bau der ersten St.-Anton-Kirche, die dem heiligen Antonius von Padua gewidmet war, wurde der Kirchenbauverein St. Anton am 5. Dezember 1895 von dem damaligen Stadtpfarrer Benedikt Werthmüller gegründet. Der Gründungsort lag in Unsernherrn, einem Stadtteil von Ingolstadt. Stadtpfarrer Willibald Regnath und Pfarrprovisor Johann Fritz beschafften die Geldmittel für den Bau, für dessen Grundstück 1898 am Ingolstädter Hauptbahnhof 2300 Mark an die königlich bayerische Bahngesellschaft flossen. Die Architekten hießen Theodor Vonwerden und Ralf Behringer, der Bauleiter hieß Rudolf Röß. Nach dem Erwerb des Grundstücks musste der Bau jedoch bis 1914 warten.
Die Grundsteinlegung der alten St.-Antonius-Kirche fand am 26. Juli 1914, also zwei Tage vor Kriegsbeginn des Ersten Weltkriegs, statt. Sowohl die Benediktion als auch die Grundsteinlegung führte Johannes Leo Ritter von Mergel durch. Der Krieg verzögerte die Bauarbeiten, allerdings konnte dann doch, auch mit Hilfe von Kriegsgefangenen, kurz nach dem Waffenstillstand mit Russland am 16. Dezember 1917 die Benediktion der alten St.-Anton-Kirche gefeiert werden, die von Domkapitular Willibald Regnath durchgeführt wurde. Der Bau der Kirche war im neobarocken Stil gehalten, wobei gerade der Zwiebelturm den Bau auszeichnete. Durch den andauernden Krieg musste die Konsekration der Kirche jedoch noch warten.
Am 29. Juni 1921 wurde St. Anton, mit Maximilian Königer als erstem Pfarrer, zur eigenständigen Pfarrei. Die Konsekration fand aber erst am 24. Mai 1925 statt. Nachdem im Jahr 1924 die DJK in Ingolstadt offiziell gegründet worden war, wurde die DJK St. Anton 1928 aufgebaut. 1929 erwarb die Pfarrei ein Grundstück an der Aventinstraße für die DJK, wodurch der Sportplatz 1931 von H. H. Maximilian Königer eingeweiht werden konnte. Aufgrund einer Fliegerbombe am 11. April 1945 starb er zusammen mit drei anderen Kirchenmitgliedern, Kaplan Franz Mader und den Schwestern Theodolinde Häckl und Eugenie Lehle sowie einem Soldaten unter den Trümmern der Kirche, welche danach nicht mehr nutzbar war.

### Die neue St.-Anton-Kirche (ab 1947)
Die Konsekration der neuerbauten St.-Anton-Kirche führte Bischof Michael Rackl am 14. Dezember 1947 durch. Das neue Gotteshaus befindet sich an der ursprünglichen Stelle der zuvor zerstörten ersten St.-Anton-Kirche. Der Bau gelang unter der Leitung des Stadtpfarrers Paul Spreitzer und mithilfe vieler Freiwilliger sowie ausreichender Spenden. Ein Neubau wäre auch ohne das Abtragen von ca. 150.000 Bausteinen der alten St.-Anton-Kirche nicht möglich gewesen.
Die ersten internen Entwicklungen konnte man bereits im Jahr 1951 erleben, da die Fertigstellung des Pfarrhauses erfolgte, welches heute an der Münchener Straße in Ingolstadt zu finden ist. Im selben Jahr wurde außerdem der St.-Anton-Kindergarten an der Aventinstraße fertiggestellt. 1954/55 erfolgte die Fertigstellung des 42 Meter hohen Kirchturms und den dazugehörigen fünf Glocken. Die größte Glocke trägt den Namen Dreifaltigkeitsglocke, wiegt 1,9 Tonnen und hat einen Durchmesser von 136 cm.
Am 17. Oktober 1987 wurde das neue Pfarrheim St. Anton mit der neuen Sozialstation gegenüber der Kirche St. Anton feierlich eingeweiht. Die Segnung übernahm Diözesanbischof Karl Braun. Zugleich war an diesem Tag auch das 70-jährige Jubiläum der Pfarrgemeinde. Am 25. November 1990 wurde der Antonius-Kindergarten an der Laimgrubenstraße eingeweiht. Dieser zweite St.-Anton-Kindergarten, geplant von den Architekten Helmut und Klaus Stich, bietet 75 Ganztagsplätze und kostete 1,7 Millionen Mark.

## Orgel

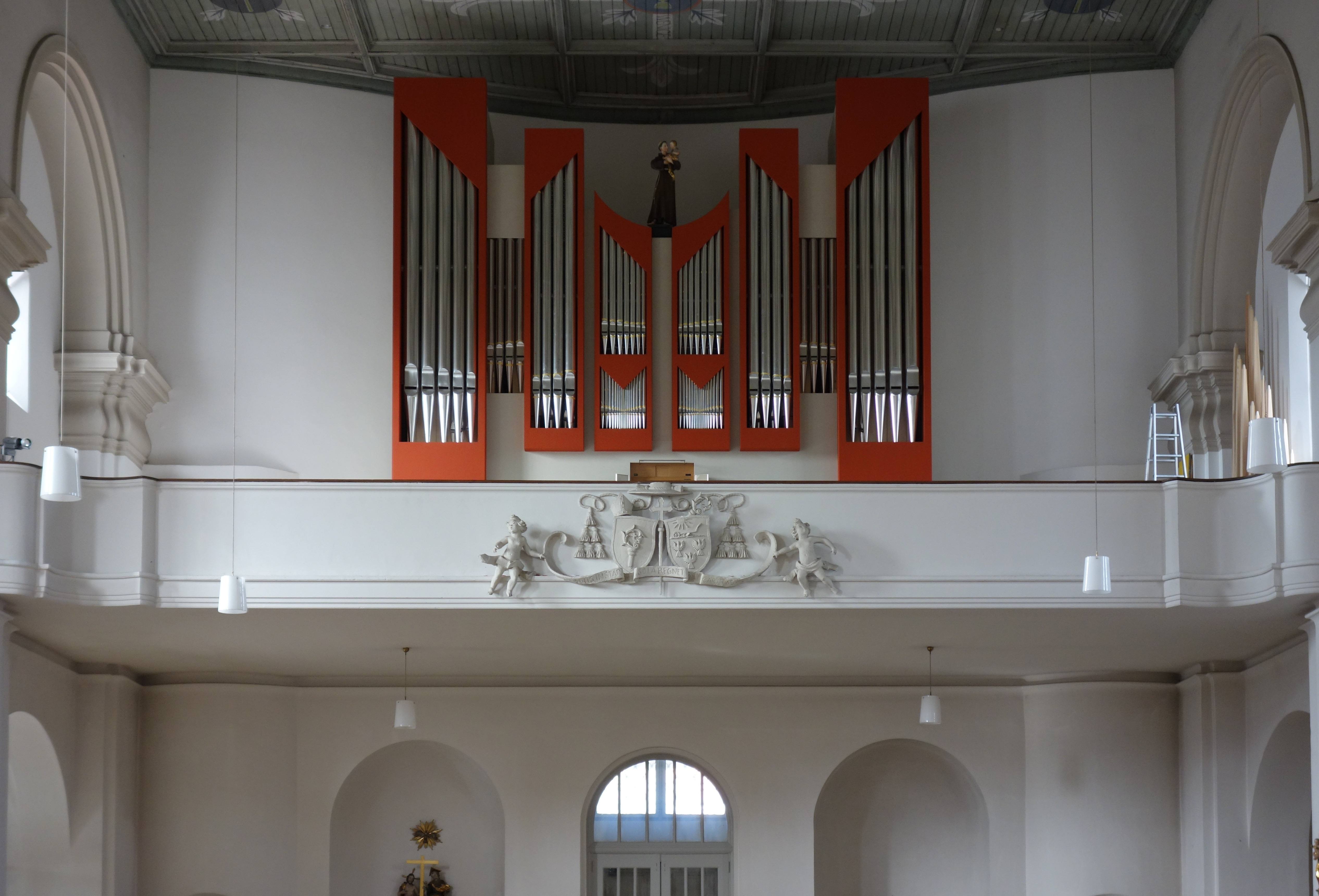
Mathis-Orgel

In der Vorgängerkirche stand eine Orgel von Willibald Siemann, vermutlich aus anderer Herkunft.
Am 17. Juli 1927 wurde die erste große Orgel in der neuen St. Anton eingeweiht. Das Instrument wurde von der Orgelbaufirma Steinmeyer erbaut mit 46 Registern auf drei Manualen und Pedal.
Nach Kriegszerstörung und dem Bau der neuen Kirche, installierte die Firma Kemper aus Lübeck eine dreimanualige Orgel mit 36 Registern und Pedal.
Die aktuelle Orgel von 2015 der Firma Mathis verfügt ebenfalls über 36 Register, welche auf zwei Manuale und Pedal aufgeteilt sind. Die Spiel- und Registertraktur sind mechanisch mit zusätzlicher Doppeltraktur mit der elektronischen Setzeranlage für die Registertraktur. Die Disposition lautet wie folgt:
| I Hauptwerk C–a3 |               |       |
| 1.               | Bordun        | 16′   |
| 2.               | Principal     | 8′    |
| 3.               | Portunalflöte | 8′    |
| 4.               | Gedackt       | 8′    |
| 5.               | Gambe         | 8′    |
| 6.               | Octave        | 4′    |
| 7.               | Spitzflöte    | 4′    |
| 8.               | Doublette     | 2′    |
| 9.               | Mixtur III-IV | 2′    |
| 10.              | Cymbel II-III | 1′    |
| 11.              | Trompete      | 8′    |
| 12.              | Cornet III    | 2 ⁄3′ |

| II Schwellwerk C–a3 |                  |        |
| 13.                 | Liebl. gedackt   | 16′    |
| 14.                 | Diapason         | 8′     |
| 15.                 | Bourdun          | 8′     |
| 16.                 | Salicional       | 8′     |
| 17.                 | Vox coelestis    | 8′     |
| 18.                 | Traversflöte     | 4′     |
| 19.                 | Fugara           | 4′     |
| 20.                 | Nasard           | 2 ⁄3′  |
| 21.                 | Waldflöte        | 2′     |
| 22.                 | Terzflöte        | 1 3⁄5′ |
| 23.                 | Plein Jeu III-IV | 2′     |
| 24.                 | Trompette harm.  | 8′     |
| 25.                 | Basson Hautbois  | 8′     |
| 26.                 | Clairon          | 4′     |
|                     | Tremulant        |        |

| Pedal C–f1 |               |         |
| 27.        | Principalbass | 16′     |
| 28.        | Subbass       | 16′     |
| 29.        | Violonbass    | 16′     |
| 30.        | Quintbass     | 10 2⁄3′ |
| 31.        | Octavbass     | 8′      |
| 32.        | Gedecktbass   | 8′      |
| 33.        | Cello         | 8′      |
| 34.        | Choralbass    | 4′      |
| 35.        | Posaune       | 16′     |
| 36.        | Trompetenbass | 8′      |

- Koppeln
  - Normalkoppeln: II-I, I-P, II-P
  - Suboktavkoppeln: II, II-I[12]

Außerdem verfügt die Orgel über fünf nichtakustische Registerzüge. In diesen verbergen sich Gebrauchsgegenstände für den Organisten. Im „Penicillus“ liegt ein Pinsel, um die Klaviaturen rein zu halten. Das Register „Acutor“ verbirgt einen Spitzer, um den im „Stilus“ enthaltenen Bleistift zu spitzen. Um Schreibfehler in den Noten zu korrigieren, befindet sich im „Exstinctor“ ein Radiergummi. Zu guter Letzt kann der Organist das Bleigewicht aus dem „Pondus“ nutzen, um Noten zu beschweren.